# Laura Dern
Laura Elizabeth Dern (sinh ngày 10 tháng 2 năm 1967) là một nữ diễn viên người Mỹ.

## Danh sách phim

### Điện ảnh
| Năm  | Tên phim                  | Vai diễn              | Ghi chú |
| ---- | ------------------------- | --------------------- | ------- |
| 1993 | Công viên kỷ Jura         | Tiến sĩ Ellie Sattler |         |
| 2018 | Star Wars: Jedi cuối cùng | Amilyn Holdo          |         |
| 2019 | Câu chuyện hôn nhân       | Nora Fanshaw          |         |
| 2019 | Những người phụ nữ bé nhỏ | Marmee March          |         |
| 2022 | Jurassic World: Dominion  | Tiến sĩ Ellie Sattler |         |